# ایگور پراهیچ
ایگور پراهیچ (کرواتی: Igor Prahić؛ زادهٔ ۱۵ آوریل ۱۹۸۷) یک بازیکن فوتبال اهل کرواسی است که برای باشگاه فوتبال نفت تهران بازی می‌کند.